# Lijst van wapens van Nederlandse waterschappen
Dit artikel bevat een lijst van wapens van Nederlandse waterschappen. Nederland is verdeeld in 21 waterschappen, waarvan sommige hoogheemraadschap worden genoemd. De lijst is op alfabetische volgorde gesorteerd waarbij de woorden waterschap en hoogheemraadschap bij de sortering niet zijn meegenomen.

Wapen van Aa en Maas
Wapen van het Waterschap Amstel, Gooi en Vecht
Wapen van Brabantse Delta
Wapen van Drents Overijsselse Delta
Wapen van De Dommel
Wapen van het Hoogheemraadschap van Delfland
Wapen van de Hollandse Delta
Wapen van het Hoogheemraadschap Hollands Noorderkwartier
Wapen van Hunze en Aa's
Wapen van Waterschap Limburg
Wapen van Noorderzijlvest
Wapen van Rijn en IJssel
Wapen van het Hoogheemraadschap van Rijnland
Wapen van het Rivierenland
Wapen van Scheldestromen
Wapen van het Hoogheemraadschap van Schieland en de Krimpenerwaard
Wapen van het Hoogheemraadschap De Stichtse Rijnlanden
Wapen van Vallei en Veluwe
Wapen van Vechtstromen
Wapen van het Wetterskip Fryslân
Wapen van Zuiderzeeland